# Anna Marguerite McCann
Anna Marguerite McCann, née le 11 mai 1933 à Mamaroneck (État de New York) et morte le 12 février 2017 à Sleepy Hollow, est une archéologue et historienne de l'art américaine. Pionnière de l'archéologie sous-marine, et première femme américaine à la pratiquer, elle étudie et enseigne l'art romain et l'archéologie classique.

## Biographie

### Enfance et études
Anna Marguerite McCann naît le 11 mai 1933 à Mamaroneck, dans l'État de New York,. Elle est la fille de Richard et Dorothy McCann,. Elle grandit à Rye, où elle fréquente la Rye Country Day School (en),.
Elle obtient, en 1954, un Bachelor of Arts d'histoire de l'art, avec une mineure en grec ancien, au Wellesley College, au sein de la sororité Phi Beta Kappa,,. Elle part ensuite un an à l'école américaine d'études classiques à Athènes grâce au programme Fulbright,,.

### Carrière

#### Histoire de l'art antique
En 1957, Anna Marguerite McCann obtient un Master of Arts à la New York University Institute of Fine Arts, en présentant un mémoire sur la statuaire grecque dans les reliefs historiques romains, dirigé par Karl Lehmann (en),. Son intérêt pour la sculpture impériale romaine se retrouve dans ses recherches dans le cadre d'un doctorat en histoire de l'art et en études classiques, qu'elle obtient en 1965 à l'université de l'Indiana,,.
De 1964 à 1966, titulaire du prix de Rome américain, elle part pour l'American Academy in Rome, ; elle se sert de son mémoire pour rédiger un ouvrage de référence sur la portraiture de l'empereur Septime Sévère,.
En 1974, elle rejoint l'équipe chargée de la conservation au Metropolitan Museum of Art de New York, afin de cataloguer les sculptures romaines,. Une partie de ses recherches se retrouvent dans l'ouvrage Roman Sarcophagi in the Metropolitan Museum of Art,,.
McCann publient plusieurs autres articles importants sur la sculpture grecque et romaine,, et prend part à plusieurs conférences internationales sur la sculpture antique en bronze.

#### Archéologie sous-marine
Au début des années 1960, Anna Marguerite McCann fait ses débuts dans le domaine de l'archéologie sous-marine : cette discipline est alors à ses balbutiements et dominés par des hommes ; McCann en est une pionnière, ainsi que la première femme américaine à la pratiquer,,.
Elle fait sa première plongée professionnelle avec l'équipage de Jacques-Yves Cousteau, en explorant deux épaves romaines près du Grand Congloué, au large de Marseille, : ils retrouvent notamment une amphore remplie de vin, âgé de 2 200 ans, qu'ils goûtent.
En 1961 et 1962, elle est plongeuse lors de la fouille d'une épave du VIIe siècle sur l'île de Yassi Ada (en), en Turquie, de la National Geographic Society et de l'université de Pennsylvanie,. En 1963, elle fouille dans le port de Cenchrées, en Grèce, pour l'université de Chicago et celle de l'Indiana.
Pendant son séjour à l'American Academy in Rome, de 1964 à 1966, elle est photographe lors des fouilles de ruines en haut d'une colline du site de Cosa, sur la côte toscane : elle découvre, au pied de cette colline, un appontement en partie immergé,. Elle réunit les fonds nécessaires pour entreprendre la cartographie et la fouille sous-marine et terrestre de l'ancien port de Cosa, avec plusieurs campagnes de fouilles entre 1965 et 1987,,,. Les résultats de ces recherches paraissent dans l'ouvrage The Roman Port and Fishery of Cosa : A Center of Ancient Trade, qui réunit plusieurs dizaines de collaborateurs,,,.
En 1973, l'American Academy in Rome collabore avec l'Istituto internazionale di studi liguri (it), dirigée par Nino Lamboglia (autre pionnier de l'archéologie sous-marine) : McCann et son équipe cartographient et fouillent les ports antiques de Populonia et de Pyrgi, sur la côte toscane. Il s'agit de la première étude sur les installations portuaires étrusques,.
En 1985, elle fonde le Committee for Underwater Archaeology de l'Institut archéologique américain.
En 1989, McCann collabore Robert Duane Ballard, de l'Institut océanographique de Woods Hole sur le JASON Project (en), visant à éduquer enfants et adultes sur les technologies et les sciences,,. En utilisant un véhicule sous-marin téléguidé, technologie employée l'océanographe avec le Titanic, ils explorent les fonds marins méditerranéens le long de l'antique route commerciale entre Carthage et Rome : ils découvrent plusieurs épaves inconnues au large de Palerme, près de la Skerki Bank (en),. Les sondages et les fouilles menés sont retransmis en direct aux étudiants américains,. Les résultats sont publiés dans l'ouvrage Deep Water Archaeology : A Late-Roman Ship frome Carthage and an Ancient Trade Route near Skerki Bank off NorthWest Sicily,,. Cette zone est de nouveau inspectée en 1997, avec une équipe plus importante : plusieurs nouvelles épaves sont découvertes et des artéfacts sont récupérés. Un second ouvrage est publié, intitulé Deep-Water Shipwrecks off Skerki Bank : The 1997 Survey,. Ce projet attire initialement des critiques de la part de certains membres de la communauté universitaire,.

#### Enseignement et vulgarisation
Anna Marguerite McCann enseigne l'histoire de l'art et l'archéologie dans plusieurs universités : de 1966 à 1971 à l'université du Missouri,, puis de 1971 à 1974 à l'université de Californie à Berkeley,, et enfin de 1997 à 2001 à l'université de Boston,. Elle est également professeure invitée au Massachusetts Institute of Technology, de 2001 à 2007,.
En 1975, elle présente un cours intitulé « Archéologie autour du monde » au Metropolitan Museum of Art.
McCann partage également ses connaissances au grand public, avec des conférences publiques et des programmes télévisés,.
Elle coécrit aussi un livre pour enfant intitulé The Lost Wreck of the Isis, reconnu par la National Science Teachers Association (en) et le Children's Book Council des États-Unis (en),.

#### Mariage et travaux avec Robert Taggart
En 1973, Anna Marguerite McCann épouse Robert D. Taggart ; ils vivent ensemble 43 ans, entre New York et Pawlet (dans l'État du Vermont),. Ils créent ensemble en 1985 un poste de conférencier en archéologie sous-marine, et s'investissent de manière générale dans plusieurs organisations caritatives,.

#### Reconnaissance
Pour son ouvrage Roman Sarcophagi in the Metropolitan Museum of Art, Anna Marguerite McCann reçoit deux récompenses : une de Association of American University Presses (en) en 1978 et une de la Thomas J. Watson Library (en) la même année,.
Pour son ouvrage The Roman Port and Fishery of Cosa : A Center of Ancient Trade, elle reçoit deux récompenses : une de l'Association of American University Presses en 1987 et une autre de l'Institut archéologique américain en 1989,,.
Le JASON Project auquel participe McCann remportent deux récompenses : celle de l'Association américaine pour l'avancement des sciences en 1989, ainsi que le Computerworld Smithsonian Award (en) en 1990.
En décembre 1998, pour sa contribution dans les domaines de l'art romain et de l'archéologie sous-marine, elle reçoit la Médaille d'Or de l'Institut archéologique américain (en),,.
Un volume de mélanges contenant la totalité de ses publications est publié par John Pollini (en), intitulé Terra Marique : Studies In Art History and Marine Archaeology in Honour Of Anna Marguerite McCann On The Receipt Of The Gold Medal of the Archaeological Institute of America,.
Anna Marguerite McCann meurt le 12 février 2017 à Sleepy Hollow, dans l'État de New York, à l'âge de 83 ans,,.

## Publications

### Ouvrages et articles scientifiques
- (en) Anna Marguerite McCann, The portraits of Septimius Severus (A.D. 193-211), Rome, American Academy in Rome, 1968, 222 p. (OCLC 957172012).
- (en) Anna Marguerite McCann, Roman Sarcophagi in the Metropolitan Museum of Art, New York, Metropolitan Museum of Art, 1978, 151 p. (OCLC 878643980).
- (en) Anna Marguerite McCann et al., The Roman Port and Fishery of Cosa : A Center of Ancient Trade, Princeton University Press, 1987, 492 p. (ISBN 978-1-4008-8668-5, lire en ligne).
- (en) Anna Marguerite McCann et Joann Freed, « Deep Water Archaeology : A Late-Roman Ship frome Carthage and an Ancient Trade Route near Skerki Bank off NorthWest Sicily », Journal of Roman Archaeology, Ann Arbor, supplementary series no 13,‎ 1994, p. 128 (OCLC 31847649).
- (en) Anna Marguerite McCann et John Peter Oleson, Deep-Water Shipwrecks off Skerki Bank : The 1997 Survey, Portsmouth, 2004, 224 p. (ISBN 9781887829588).

### Littérature jeunesse
- (en) Robert D. Ballard, Rich Archbold et Anna Marguerite McCann, The Lost Wreck of the Isis, Toronto, Hodder & Stoughton, 1990, 63 p. (ISBN 9780340531785).

### Mélanges
- (en) John Pollini, Terra Marique : Studies in Art History and Marine Archaeology in Honour of Anna Marguerite McCann on the Receipt of Tte Gold Medal of the Archaeological Institute of America, Oxford, Oxbow Books, 2005, 304 p. (ISBN 978-1842171486).